# Батагай
Батагай (якут. Баатаҕай, рос. Батагай) — селище міського типу адміністративний центр Верхоянського улусу, Республіки Саха Росії. адміністративний центр Міського поселення Батагай.
Населення — 4589 осіб (2002 рік).
Селище засноване 1939 року.